# 파슨카멜레온
파슨카멜레온(Parson's chameleon)은 마다가스카르 동부와 북부 고유종인 카멜레온과에 속하는 카멜레온의 한 종류이다. 파슨카멜레온은 저지대에서 해발 1,195m의 고도까지 발견되며 주로 습한 일차림에서 서식하지만 나무가 있는 교란된 서식지에서도 발생할 수 있다. 카멜레온에게는 매우 크고 오래 지속되며 번식이 느리다.

## 어원학
"파르소니(parsonii)"라는 구체적인 이름은 영국 의사 제임스 파슨스를 기리기 위해 1824년 조르주 쿠비에에 의해 만들어졌다.

## 묘사
파슨카멜레온은 일반적으로 무게 기준으로 세계에서 가장 크고 길이 기준으로 가장 큰 카멜레온 중 하나로 간주된다(왕카멜레온이 그 뒤를 이룬다). 성체 수컷은 일반적으로 몸무게가 500~700g이고 머리 꼭대기에 캐스크가 있고 눈 위에서 코까지 능선이 이어져 두 개의 사마귀 모양의 "뿔"을 형성한다. 알려진 아종은 두 가지가 있다. 저지대와 중간 고도의 널리 지명된 아종인 파슨카멜레온은 등쪽 능선을 따라 가시가 없고 꼬리를 포함한 총 길이가 최대 65cm에 달하며, 80cm가 넘는 개체가 보고되었지만 아직 확인되지 않은 상태이다. 다른 아종은 마다가스카르의 안다시베 지역의 중간 고도 고도에서 온 파슨카멜레온으로, 등쪽 능선을 따라 작은 등쪽 능선(등쪽 능선을 따라 작은 가시)을 가지고 있으며 몸무게가 적고 일반적으로 총 길이가 최대 50cm에 달하지만 최대 60cm까지 개체가 서식하는 것으로 보고되고 있다.
수컷의 네 가지 주요 색상 변종이 일반적으로 지명 아종에 포함되지만, 이들이 형태로 가장 잘 간주되는지 아니면 다른 아종으로 인식되어야 하는지는 불분명하다. 현재 대부분은 별도의 분포에도 불구하고 형태를 고려하고 있다(범위의 일부에서는 정확한 변종이 확인되어야 한다). "흰입술"이라고도 알려진 "주황색 눈" 변종은 해발 500m 미만의 저지대, 토아마시나 주변부터 마나나라노르드까지, 그리고 생트마리섬에서 발견된다. 이 변종의 수컷은 다른 세 변종의 수컷보다 작은 경향이 있으며 주로 녹색 또는 청록색이며 노란색 또는 주황색 눈꺼풀과 머리까지 다양한 양의 백색(눈꺼풀을 제외한 대부분의 머리까지 다양)이 있다.
아종과 모든 변종의 암컷은 수컷보다 작고, 관 모양이 작으며, 코 돌출부(뿔)가 없거나 작은 것만 있다. 색은 다양하지만 일반적으로 전체적으로 녹색을 띠며, 적어도 암컷 파슨카멜레온은 전체적으로 갈색을 띠며 옆구리에 밝은 반점이 있을 수 있다. 스트레스를 받으면 암컷은 약간의 노란색을 보이는 경향이 있으며, 최고조에 달하면 대부분 녹색 반점이 있는 노란색을 띠기도 한다. 암수 어린 개체는 매우 비슷하며 전체적으로 갈색, 주황색 또는 녹색을 띠기도 한다. 파슨카멜레온은 연령과 성별에 관계없이 밤에 잠을 자면 더 창백해지는데, 이는 일반적인 카멜레온의 전형이다.

## 먹이
파슨카멜레온은 주로 무척추동물, 특히 곤충을 먹지만 기회주의적이며 때때로 도마뱀이나 작은 새와 같은 작은 척추동물을 잡아먹기도 한다. 이 종은 느리게 움직이고 상당히 활동적인 경향이 있는 앉아서 기다리는 포식자이다(번식기에는 더 활동적이다). 카멜레온에게는 드물지만 독특하지 않은 잎, 꽃, 꽃가루와 같은 식물성 물질을 가끔씩 먹었다는 검증되지 않은 보고가 있다(그중에서도 왕카멜레온, 나마쿠아카멜레온, 베일드카멜레온의 식단에서 식물성 물질이 확인되었다).

## 수명
파슨카멜레온은 수컷이 9살, 암컷이 8살로 가장 나이가 많은 가장 오래 사는 카멜레온 종 중 하나이다. 파슨카멜레온은 사육 상태에서 예외적으로 긴 수명에 이를 수 있다. 야생에서의 수명은 10년에서 12년으로 추정되었고, 사육 상태에서 카멜레온 중에서 독특한 14년의 동물이 기록되었다. 파슨카멜레온은 특히 제재를 받은 야생 동물 거래와 허가받지 않은 야생 동물의 서식지 파편화로 인해 발생하는 압력에 취약하다. 이러한 민감성은 대부분 알을 부화시키는 데 2년의 기간과 성 성숙에 도달하기 전까지 3년의 발달 기간에 기인한다.

## 사육장
사육 상태에서, 파슨카멜레온의 암컷들은 한 번에 50개의 알을 낳고, 그 알들이 부화하는데 최대 2년이 걸릴 수 있다. 한 경우, 건강한 수컷이 781일 후에 부화했다. 암컷의 번식 주기는 2년에 한 번만 알을 낳는 것을 허용한다. 부화한 암컷들은 일단 그들의 땅 속 둥지 밖으로 몸을 파내면 독립적이다. 일단 둥지가 파지면, 알이 낳고 묻혀지면, 암컷의 부모로서의 의무는 끝이 난다. 부모들은 어린 암컷들을 위해 어떠한 보살핌도 제공하지 않다.